# Molva (zoologia)
Molva è un genere di pesci ossei marini appartenente alla famiglia Gadidae.

## Distribuzione e habitat
Le specie del genere si incontrano nell'Oceano Atlantico settentrionale sia sulle coste europee che in quelle americane. Nel mar Mediterraneo sono presenti tutte e tre le specie ma solo M. macrophthalma viene catturata con una certa regolarità. Vivono di solito in acque profonde, a partire dal piano circalitorale.

## Specie
- Molva dypterygia
- Molva macrophthalma
- Molva molva[1]